# Imgiebah Bay
Imġiebaħ Bay (znana również jako Selmun Bay) - zatoka z niewielką piaszczysto-kamienistą plażą o tej samej nazwie, położona na Malcie, w jednostce administracyjnej Mellieħa.

## Atrakcje na miejscu
Przejrzysta i spokojna woda daje możliwość uprawiania snorkelingu. W sąsiedztwie zatoki znajdują się wysokie klify. Plaża nie jest wyposażona w punkty gastronomiczne i handlowe.

## Atrakcje w okolicy
Przy samej plaży znajduje się zabytkowy schron z czasów II wojny światowej, bezpłatnie dostępny dla zwiedzających.
Kilka kilometrów dalej, w miejscowości Mellieħa można spotkać wiele atrakcji turystycznych, takich jak Wieża Świętej Agaty, posiadający punkt widokowy na okolicę oraz Sanktuarium Matki Bożej, w skład której wchodzi jeden z najważniejszych kościołów na Malcie. W pobliżu znajduje się również rezerwat przyrody Għadira, w którym dominują ptaki wodne, będące pod ochroną oraz zatoka Mellieħa Bay z największą piaszczystą plażą na Malcie, rozciągającą się na ponad kilometr.

## Bezpieczeństwo
Woda w morzu jest płytka w odległości kilkunastu metrów od brzegu. W wodzie często można spotkać liczne wodorosty. Plaża nie jest strzeżona.

## Pogoda
Optymalne warunki pogodowe w zatoce występują od maja do października, gdy maksymalna temperatura powietrza przeważnie przekracza 25°C, a woda w sezonie wakacyjnym nagrzewa się do temperatury 23°C. Latem panuje sucha, słoneczna i spokojna pogoda. Opady są rzadkie.

## Dojazd
Około 20 minut spacerem od plaży znajduje się przystanek autobusowy, na którym zatrzymują się autobusy z popularnych miejsc na Malcie, w tym:
- Z Valletty – linie autobusowe nr 41, 42 (dojazd w ok. 50 minut)
- Z jednostki administracyjnej Saint Paul’s Bay - linie autobusowe nr 42, 222 (dojazd 20-30 minut)
- Ze Sliemy i St. Julians – linie autobusowe nr 222 i N11 (czas jazdy 50-60 minut)
- Z Cirkewwy, dokąd kursuje prom z wyspy Gozo - linie autobusowe nr 41, 42, 101 i 222.

Z przystanku na plażę prowadzi wąska droga, otoczona kamiennymi murami.